# Esperanto Desperado

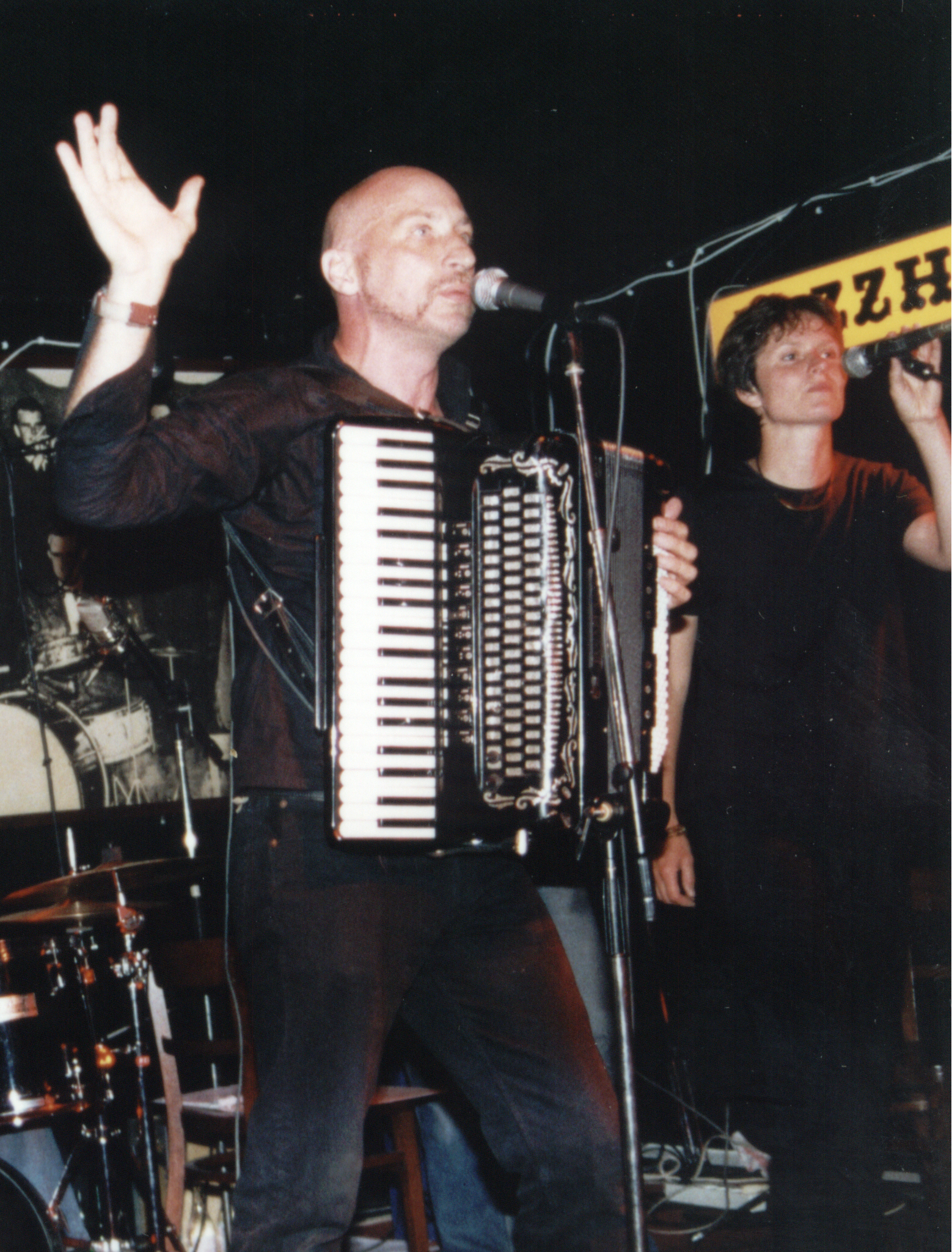
Esperanto Desperado, 2003

Esperanto Desperado is een Deens/Pools/Bosnische muziekgroep die ritmische en humoristische liedjes brengt in de internationale taal Esperanto.
De liedjes zijn hoofdzakelijk geschreven door Amir Haĝiahmetoviĉ en Kim J. Henriksen, bekend van de vroegere muziekgroep Amplifiki.
Esperanto Desperado is begonnen onder de naam Brokantaĵoj. In 1996 traden ze voor het eerst op, tijdens het Cultureel Esperanto Festival in Kopenhagen. In 1997 namen ze hun huidige naam aan.

## Groepsleden
- Kim J. Henriksen
- Amir Hadziahmetovic
- Helle Eble Cleary
- Brian Laustsen
- Nis Bramsen
- Mark Dziwornu

## Discografie
- Hotel Desperado (2004)
  1. Ska Ritmo
  2. Ĉi nokte
  3. Ĉu vivas vi
  4. Kial
  5. Dancu
  6. Sunradio
  7. Fatalino
  8. Omaĝe al Marie Schrøder
  9. Hotel Desperado
  10. Mi malbenas militon
  11. Ne permesas (met gastzanger JoMo)
  12. Filo mia

- broKANTAĴOJ (2000)
  1. Jen venas
  2. Grava
  3. Festeno
  4. Amantino
  5. Lando de amo
  6. Espo-Despo
  7. Sola
  8. En la mateno
  9. Feliĉe
  10. Am' iris for
  11. La anaso kaj la simio
  12. For!
  13. Ska virino